# Campionati del mondo di ciclismo su strada 2018 - Cronometro maschile Junior
La cronometro maschile Junior dei Campionati del mondo di ciclismo su strada 2018 si è svolta il 25 settembre 2018 con partenza da Wattens ed arrivo ad Innsbruck, in Austria, su un percorso totale di 27,7 km. La medaglia d'oro è stata vinta dal belga Remco Evenepoel con il tempo di 33'15"24 alla media di 49,979 km/h, argento all'australiano Luke Plapp e a completare il podio l'italiano Andrea Piccolo.
Partenza da Wattens con 71 ciclisti, dei quali 70 completarono la gara.

## Classifica (Top 10)
| Pos. | Corridore              | Squadra       | Tempo   |
| ---- | ---------------------- | ------------- | ------- |
| 1    | Remco Evenepoel        | Belgio        | 33'15"  |
| 2    | Luke Plapp             | Australia     | a 1'24" |
| 3    | Andrea Piccolo         | Italia        | a 1'38" |
| 4    | Michel Hessmann        | Germania      | a 1'48" |
| 5    | Søren Wærenskjold      | Norvegia      | a 1'50" |
| 6    | Manuel Michielsen      | Paesi Bassi   | a 2'11" |
| 7    | Ilan Van Wilder        | Belgio        | a 2'21" |
| 8    | Joseph Laverick        | Gran Bretagna | a 2'22" |
| 9    | Jacob Hindsgaul Madsen | Danimarca     | a 2'25" |
| 10   | Michael Garrison       | Stati Uniti   | a 2'33" |